# Мухшинський улус
Мухшинський улус (Татарська мова:Muxşa olısı або Naruçat bäklege) був частиною Золотої Орди на теренах сучасних Мордовії, Пензенської і Тамбовської областях Росії у 13-му-15-му сторіччях зі столицею в Мухші (Мохші). У північноруських літописах відомий як Наручадська Орда.

## Історія
Утворився ймовірно за часів хана Токти. При цьому обмаль відомостей про його улусбеків, можливо тут керували даругачи. Разом з тим зберігалася влада місцевих «князьків».
1298 року з нього фактично виокремився Міщарський юрт. У 1320-х роках тут поширюється іслам. У 1360 році з початком великої зам'ятні Тагай-бек завоював улус. Улус став напівнезалежним утворенням. Вів війну проти Рязанського і Пронського князівств.
У 1367 Мамай завоював цю державу. 1377 року тут встанови владу Арабшах, хан Золотої Орди, завдавши населенню значних руйнувань. Відновлення відбувається за часів Тохтамиша. 1395 року чагатайський амір Тимур завдав удару улусу, зруйнувавши його столицю. В результаті столицю улуса було перенесено до нового міста, надалі відомого як Темников.
1408 року тут встанови владу Єдигей. У 1430-х роках увійшов до складу Казанського ханства.

## Територія
Основна територія улусу була розташована між річками Сура і Цна. При заснуванні улусу населення складалось з мордви і буртасів. Наприкінці історії улусу населення переважно складалося з мішарських татар і мокші.

## Еконмоіка
Населення було здебільшого сільськогосподарським, а також скотарями і ремісниками. Улус був важливим джерелом постачання хліба, меду, віску, дичини.
У 1313-1367 роках за дозволом хана Узбека карбувалися мідні пули та срібні дирхеми.